# Marcelino Campanal
Marcelino Vaquero González del Río, játékosként Marcelino Campanal (Gijón, 1932. február 13. – Avilés, 2020. május 25.) válogatott spanyol labdarúgó, hátvéd.

## Pályafutása
1947–48-ban a Real Avilés, 1948–49-ben a Coria, 1949–50-ben az Iliturgi labdarúgója. 1950 és 1966 között a spanyol élvonalban játszott a Sevilla FC csapatában. 1966–67-ben a Deportivo de La Coruña együttesében fejezte be az aktív labdarúgást.
1952 és 1957 között 11 alkalommal szerepelt a spanyol válogatottban.